# Wapen van Alveringem

Wapen van Alveringem.

Het wapen van Alveringem is het heraldisch wapen van de West-Vlaamse gemeente Alveringem. Het wapen werd voor het eerst op 29 juli 1963 aan de gemeente Alveringem toegekend en op 3 februari 1981 in licht gewijzigde versie herbevestigd.

## Geschiedenis
Het wapen bestaat uit twee delen, verwijzend naar de twee kasselrijen, die in het verleden het gebied van Alveringem bezatten en beheerden: respectievelijk het kapittel van Sint-Omaars en de Kasselrij Veurne. Oorspronkelijk was hier nog Sint-Audomarus, de patroonheilige van het dorp, als schildhouder aan toegevoegd, maar deze verdween in 1981 uit het gemeentewapen.

## Blazoenering
De eerste blazoenering van het wapen luidt als volgt:

Gedeeld: 1, van azuur met drie sparappelen van goud, de punt omhoog, wat van de kapittel van de H. Omer is; 2, van goud met een leeuw van sabel, getongd van keel, met een schuinkruis van azuur over alles heen, wat van de kastelenij van Veurne is. Het schild geplaatst voor een H. Audomarus, rechtstaand, gemijterd, houdend in de rechterhand een kruis en in de linkerhand een staf, de kromming naar buiten, het geheel van goud.
— Koninklijk Besluit van 29 juli 1963.

De huidige blazoenering is:

Gedeeld 1. in lazuur drie omgekeerde sparappels van goud 2. in goud een leeuw van sabel, getongd van keel, met een schuinkruis van sinopel over alles heen.
— Ministerieel Besluit van 3 februari 1981.